# Fandourat asch Schahariya
Fandourat asch Schahariya (arabisch französisch Île des Boutres – „Insel der Daus“, auch: Fandourat ach Chahariya, Fandoûrat ach Chahâriya) ist eine unbewohnte Insel im Golf von Tadjoura, die kurz vor dem Eingang zum Ghoubbet-el-Kharab liegt. Sie bildet den sicheren Ankerplatz Mouillage des Boutres (Boutres Anchorage).

## Geographie
Die Insel liegt im Mündungsbereich des Golfs von Tadjoura in den Ghoubbet-el-Kharab. Sie ist langgezogen und erstreckt sich von Süden nach Norden, mit einem breiteren (< 100 Meter) nördlichen Teil und einem sehr schmalen Südteil. Insgesamt ist sie nur ca. 700 Meter lang.